# گیلبوئنا
خیلبوئنا دهستانی در استان آبیلای اسپانیا است.
در این دهستان ۱۱۲ نفر زندگی می‌کنند. مساحت این دهستان ۱۵٫۱۰ کیلومتر مربع است.